# Переліски (Золочівський район)
Перелі́ски — село в Україні, у Бродівській міській громаді Золочівського району Львівської області. Населення становить 212 осіб. Орган місцевого самоврядування — Бродівська міська рада. 

## Географія
Населений пункт розташований за 98 км від обласного центру, 33 км від районного центру та 16,5 км від адміністративного центру міської громади. За 16,5 км знаходиться найближча залізнична станція Броди.

## Історія
12 червня 2020 року, відповідно до розпорядження Кабінету Міністрів України № 718-р «Про визначення адміністративних центрів та затвердження територій територіальних громад Львівської області», село увійшло до складу Бродівської міської громади.
19 липня 2020 року, в результаті адміністративно-територіальної реформи та ліквідації Бродівського району, село увійшло до складу новоствореного Золочівського району.

## Населення
За даними всеукраїнського перепису населення 2001 року у селі мешкала 212 осіб.
Мова
Розподіл населення за рідною мовою за даними перепису 2001 року був наступним:
| українська | 212 | 100,0 |

## Пам'ятки
Комплексна пам'ятка природи і геологічна пам'ятка місцевого значення «Триніг», розташована на південний захід від села Черниця і за 3 км на південний схід від села Переліски.